# Pradawny ląd
Pradawny ląd (ang. The Land Before Time) – amerykański film animowany wyprodukowany przez Universal Studios w reżyserii Dona Blutha. Opowiada o przygodach piątki dinozaurów: Liliputa (apatozaur), Cery (triceratops), Pterusia (pteranodon), Kaczusi (zaurolof) i Szpica (stegozaur).
Cykl filmów w Polsce został wydany na VHS i DVD jako "Zanim ruszył czas", Pradawny Ląd oraz w TV Z pradziejów naszej ziemi – podróż do Wielkiej Doliny (w innej wersji dubbingowej).

## Fabuła
Akcja filmu animowanego rozgrywa się w czasach prehistorycznych, dokładnie pod koniec okresu Kredy ery mezozoicznej. Zamieszkują tam dwa rodzaje dinozaurów, łagodne dinozaury roślinożerne oraz groźne drapieżniki. Kiedy nadchodzi czas obumierania roślinności, głodne zwierzęta wyruszają na zachód w poszukiwaniu wiecznie zielonej Wielkiej Doliny. Podczas wędrówki stado Długich Szyi atakuje mięsożerny Ostroząb. Liliput jako ostatni potomek łagodnych olbrzymów odłącza się od pozostałych. Mały dinozaur pozostawiony własnemu losowi musi odnaleźć drogę do Wielkiej Doliny.

## Główni bohaterowie
- Liliput (ang. Littlefoot) to mały apatozaur który za młodości stracił matkę i wychowuje się z jego babcią i dziadkiem. Liliput znalazł swojego ojca w 10 części filmu.
- Cera jest zadziornym triceratopsem, żyje z jej ojcem-panem trójrogiem, swoją przybraną matką Trią i małą siostrą Trecją.
- Pteruś (ang. Petrie) jest pteranodonem, który ma dość spore rodzeństwo, matkę i wujka-Pterano.
- Kaczusia (ang. Ducky) jest zaurolofem. Mieszka z rodzeństwem, mamą i Szpicem.
- Szpic (ang. Spike) jest żarłocznym Stegozaurem, najmłodszym z piątki przyjaciół. Szpic nie znał swoich rodziców, samotne jajko znalazła Kaczusia i nazwała Szpica swoim bratem; od tej pory Szpic mieszka z rodziną Kaczusi.

## Pozostali bohaterowie
- Chapuś (ang. Chomper) – mały tyranozaur i jedyne dziecko pary ostrozębych. Został przyjacielem naszych głównych bohaterów i zdołał się dogadać się z rodzicami, by nie jedli ich przyjaciół. W serialu wrócił do Wielkiej Doliny i mieszka z Ruby w sekretnych jaskiniach, mimo że jest ostrozębem mieszkańcy Wielkiej Doliny akcepują go. Pojawił po raz trzeci w 14 części sagi jako bohater drugoplanowy.
- Rubi (ang. Ruby) – Różowa Oviraptorzyca, koleżanka Chapusia. Teraz mieszka sama w wielkiej dolinie. Ta postać była jedynie widoczna w wersji serialowej. Pojawiła się w 14 części sagi.
- Babcia i Dziadek – wychowują Liliputa tuż po śmierci jego matki.
- Bron – ojciec Liliputa.
- Konus – Brachiozaur, kiedyś Bron myślał, że jest on jego zagubionym synem więc teraz jest przybranym bratem Liliputa.
- Mo – Ichtiozaur, czyli pływacz, mieszka w wielkiej wodzie ze swoim stadem.
- Gucio – (ang. Guido) Microraptor w 12 części; nie podano jego gatunku, lecz w serii serialowej był Szybowcem (w dosłownym tłumaczeniu Glyder)
- Pan Trójróg – ojciec Cery. Jest liderem stada trójrogów.
- Tria – przybrana matka Cery i żona Pana Trójroga.
- Pterano – wujek Pterusia.
- Hyp, Mutt i Nod – trzy dinozaury, które są młodocianymi łobuzami. Hyp jest aroganckim hypsilofodonem, Mutt jest muttaburazaurem, który szczyci się swoją niska inteligencją, Nod jest nodozaurem, który często poprawia to co mówi Hyp.
- Doc – nazywany Samotnym dinozaurem. Jest gatunkowo diplodokiem. Na prawym oku ma bliznę, po starciu z ostrozębym. Liliput uznaje go za legendarnego bohatera.
- Trecja – siostra Cery oraz córka Pana Trójroga i Trii.

## Wrogowie
- Ostrozęby – grupa mięsożernych dinozaurów, które polują na dinozaury roślinożerne. Są to m.in.:
  - Pierwszy ostroząb, z którym walczyła matka Liliputa,
  - Para ostrozębych, którzy mają jedynego syna – Chapusia,
  - "Najstraszniejszy Ostroząb" walczył z Docem oraz
  - Czerwony Pazur występujący w wersji serialowej.
- Kąsacze – inna grupa ostrozębych z ostrymi pazurami na nogach. Są to dinozaury z rodziny dromeozaurów (m.in. Velociraptory).
- Ozzy i Strut – dwójka złodziei jaj. Gatunkowo są strutiomimami.
- Ichy i Dil – dwójka mięsożerców. Ichy jest Ichtiornis a Dil jest deinozauchem. Dil jest prawie ślepa i dlatego Ichy służy jej jako oczy w znajdowaniu jedzenia dla nich dwóch.
- Rinkus i Sierra – dwaj latacze. Rinkus jest ramfornychem, a Sierra – Cearadaktylem.

## Obsada oryginalna
- Gabriel Damon – Liliput (głos)
- Judith Barsi – Kaczusia (głos)
- Burke Byrnes – Tata Cery (głos)
- Will Ryan – Pteruś (głos)
- Candice Houston – Cera (głos)
- Bill Erwin – dziadek Liliputa (głos)
- Helen Shaver – mama Liliputa (głos)
- Pat Hingle – narrator

## Wersja polska
Opracowanie wersji polskiej: Telewizja Polska

Reżyseria: Krystyna Kozanecka

Dialogi i tłumaczenie: Katarzyna Dziedziczak

Dźwięk i montaż: Urszula Bylica

Kierownik produkcji: Anna Jaroch

Wystąpili:
- Beata Wyrąbkiewicz – Cera
- Marek Molak – Liliput
- Jacek Bończyk – Pteruś
- Olga Bończyk – Kaczusia
- Jolanta Wołejko – Babcia Liliputa
- Paweł Szczesny – Dziadek Liliputa
- Jacek Mikołajczyk – Bron, tata Liliputa /Wielki Tatko
- Aleksander Mikołajczak – Pan Trójnóg, tata Cery
- Kajetan Lewandowski – Liliput (tylko część 12. i 13.)/Skikacz
- Ewa Serwa – Mama Liliputa/Tria
- Agnieszka Kunikowska – Babcia Liliputa (tylko część 9. i 13.)
- Anna Sroka – Dyl/Tęczak #2
- Robert Tondera – Tęczak #1/Korytozaur/Stegozaur
- Wojciech Paszkowski – Ozzy/Moo
- Dariusz Odija – Doc
- Mieczysław Morański – Artie
- Zbigniew Konopka – Pat
- Anna Sztejner – Tria
- Jarosław Boberek – Mutt/Ichy
- Tomasz Steciuk – Hyp/Gucio
- Monika Wierzbicka – Ala

Lektor: Andrzej Bogusz
Lektor: Jacek Brzostyński